# DHC '66 in het seizoen 1966/67
Het seizoen 1966/1967 was het 12e en laatste jaar in het bestaan van de Delftse betaaldvoetbalclub DHC '66. De club kwam uit in de Eerste divisie en eindigde daarin op de 20e plaats, dit betekende dat de club rechtstreeks degradeerde naar de Tweede divisie. Echter aan het eind van het seizoen fuseerde de club met Xerxes tot Xerxes/DHC '66 en kwam het uit in de Eredivisie.

## Wedstrijdstatistieken

### Eerste divisie
|       | Alkmaar '54 | Blauw-Wit | FC Den Bosch/BVV | SC Cambuur | D.F.C. | SC Drente | Eindhoven | De Graafschap | Heracles | Holland Sport | N.E.C. | RBC   | RCH   | SVV   | Velox | Vitesse | Volendam | De Volewijckers | FC Zaanstreek |
| ----- | ----------- | --------- | ---------------- | ---------- | ------ | --------- | --------- | ------------- | -------- | ------------- | ------ | ----- | ----- | ----- | ----- | ------- | -------- | --------------- | ------------- |
| Thuis | 1 – 3       | 0 – 0     | 1 – 6            | 1 – 1      | 0 – 3  | 0 – 0     | 0 – 1     | 1 – 1         | 1 – 2    | 0 – 1         | 0 – 0  | 0 – 3 | 3 – 0 | 1 – 0 | 1 – 0 | 2 – 3   | 2 – 5    | 2 – 0           | 2 – 0         |
| Uit   | 0 – 2       | 2 – 2     | 4 – 1            | 2 – 1      | 5 – 0  | 1 – 2     | 2 – 0     | 1 – 0         | 0 – 0    | 3 – 0         | 5 – 0  | 3 – 2 | 0 – 0 | 4 – 2 | 1 – 0 | 3 – 3   | 4 – 2    | 3 – 0           | 3 – 1         |

## Statistieken DHC '66 1966/1967

### Eindstand DHC '66 in de Nederlandse Eerste divisie 1966 / 1967
| Stand | Gespeeld | Gewonnen | Gelijk | Verloren | Punten | Doelpunten voor | Doelpunten tegen |
| ----- | -------- | -------- | ------ | -------- | ------ | --------------- | ---------------- |
| 20e   | 38       | 7        | 9      | 22       | 23     | 36              | 75               |

### Topscorers
| Competitie \| # \| Naam \| \| \| ----------------- \| ------------------ \| -- \| \| 1. \| Thijs Kwakkernaat \| 9 \| \| 2. \| Wienus Schook \| 7 \| \| 3. \| Chiel Jansen \| 6 \| \| 4. \| Eddy Blok \| 3 \| \| 4. \| Wim Reijers \| 3 \| \| 6. \| Peter van der Meer \| 2 \| \| 7. \| Joop Born \| 1 \| \| 7. \| Leo Gorissen \| 1 \| \| 7. \| Hennie Gouw \| 1 \| \| 7. \| Leo Mulhuijzen \| 1 \| \| 7. \| Wim Tetteroo \| 1 \| \| Onbekend doelpunt \| \| \| \| – \| Onbekend \| 1 \| \| Totaal \| Totaal \| 36 \| |                    |      |
| # | Naam               | Goal |
| 1. | Thijs Kwakkernaat  | 9    |
| 2. | Wienus Schook      | 7    |
| 3. | Chiel Jansen       | 6    |
| 4. | Eddy Blok          | 3    |
| 4. | Wim Reijers        | 3    |
| 6. | Peter van der Meer | 2    |
| 7. | Joop Born          | 1    |
| 7. | Leo Gorissen       | 1    |
| 7. | Hennie Gouw        | 1    |
| 7. | Leo Mulhuijzen     | 1    |
| 7. | Wim Tetteroo       | 1    |
| Onbekend doelpunt |                    |      |
| – | Onbekend           | 1    |
| Totaal | Totaal             | 36   |

## Voetnoten
Alkmaar '54 ·
Blauw-Wit ·
Cambuur ·
FC Den Bosch/BVV ·
D.F.C. ·
DHC '66 ·
SC Drente ·
Eindhoven ·
De Graafschap ·
Heracles ·
Holland Sport ·
N.E.C. ·
RBC ·
RCH ·
SVV ·
Velox ·
Vitesse ·
Volendam ·
De Volewijckers ·
FC Zaanstreek